# Anton Anjou
Anton Frans Karl Anjou, född 5 september 1854 i Vada socken, Stockholms län, död 20 november 1906 i Oscars församling, Stockholm, var en svensk ämbetsman och personhistorisk författare. Han var far till Sten Anjou.
Anjou blev student vid Uppsala universitet 1874 och avlade examen till rättegångsverken där 1881. Han blev vice häradshövding 1883, tillförordnad notarie i Svea hovrätt 1894 och ordinarie notarie 1895. Medan Anjou var verksam vid hovrätten kom han i kontakt med manuskriptet Samlingar till Svea Hofrätts Historia, som hade dragits upp av Herman Odelberg, och blev intresserad av detta. Anjou kompletterade manuskriptet och gav 1899 ut det som Kongl. Svea hofrätts presidenter samt embets- och tjänstemän 1614–1898. Han fortsatte därefter att ge ut ytterligare personhistoriska verk fram till sin död 1906, bland annat Den vallonska slägten Anjou jämte förgreningar: Genealogiska och biografiska anteckningar 1630–1902 om sin egen släkt Anjou. Anton Anjou vilar på Norra begravningsplatsen utanför Stockholm.